# Mary Jo Deschanel
Pour les articles homonymes, voir Deschanel.
Mary Jo Deschanel [ˈmɛɹi d͡ʒoʊ ˌdeɪʃəˈnɛl], née Mary Jo Weir, le 25 novembre 1945 à Los Angeles (Californie, États-Unis) est une actrice américaine.

## Carrière
Elle a joué Annie Glenn, la femme de l'astronaute John Glenn, dans le film L'Étoffe des héros en 1983.

## Vie privée
Elle est l'épouse du chef-opérateur Caleb Deschanel et la mère des actrices Emily et Zooey Deschanel.

## Filmographie
- 1983 : L'Étoffe des héros (The Right Stuff) : Annie Glenn
- 1984 : 2010 : L'Année du premier contact (2010: The Year We Make Contact) :  Betty Fernandez
- 1986 : Histoires fantastiques (Amazing Stories) (TV) : Francine (épisode Gather Ye Acorns)
- 1986 : A Winner Never Quits (en) : Miss Gary
- 1987 : Cameo by Night :  Miss Schwinn
- 1988 : Jack Killian, l'homme au micro (Midnight Caller) (TV) : Mary Catherine
- 1990 : Mystères à Twin Peaks (Twin Peaks) (TV) : Eileen Hayward
- 1992 : Twin Peaks: Fire Walk with Me : Eileen Hayward, scènes non incluses
- 2000 : The Patriot, le chemin de la liberté : Miss Howard
- 2002 : Bark : Betty
- 2007 : Agent double (Breach) : Vivian O'Neill
- 2009 : Ma vie pour la tienne (My Sister's Keeper) : vendeuse
- 2017 : Esprit criminel (Criminal Minds): Edith Lynch grand mère